# Liste des distinctions de Vanessa Paradis
 (février 2014).

## Distinction
- 2007 : Nommée au grade de chevalier dans l'ordre des Arts et des Lettres.

## Récompenses et prix
- 1990 : Victoire de la musique de l'artiste interprète féminine de l'année
- 1990 : Prix Romy-Schneider pour Noce blanche
- 1990 : César du cinéma du meilleur espoir féminin pour  Noce blanche
- 1991 : Victoire de la musique du vidéo-clip de l'année pour Tandem, réalisé par Jean-Baptiste Mondino
- 2008 : Victoire de la musique de l'artiste interprète féminine de l'année
- 2008 : Victoire de la musique de l'album de chansons, variétés de l'année pour Divinidylle
- 2009 : Victoire de la musique du DVD musical de l'année pour Divinidylle Tour, réalisé par Didier et Thierry Poiraud
- 2012 : Victoire de la musique du meilleur clip de l'année pour La Seine en duo avec -M-, réalisé par Bibo Bergeron
- 2012 : Genie Awards de la meilleure actrice pour Café de Flore, réalisé par Jean-Marc Vallée
- 2012 : Prix Jutra 2012 de la meilleure actrice pour Café de Flore, réalisé par Jean-Marc Vallée
- 2012 : Swann d'honneur au 26e Festival du film romantique de Cabourg
- 2014 : Victoire de la musique de l'artiste interprète féminine de l'année

## Nominations
- 1987 : Victoire de la musique de la révélation féminine de l'année[1]
- 1987 : Victoire de la musique de la chanson de l'année pour Joe le taxi
- 1988 : Victoire de la musique de la révélation féminine de l'année[2]
- 1990 : Victoire de la musique du vidéo-clip de l'année pour Mosquito
- 1991 : Victoire de la musique de l'artiste interprète féminine de l'année[3]
- 1993 : Victoire de la musique de l'artiste interprète féminine de l'année[4]
- 2000 : César du cinéma de la meilleure actrice pour La Fille sur le pont, réalisé par Patrice Leconte
- 2001 : NRJ Music Awards de l'artiste féminine francophone
- 2001 : NRJ Music Awards de l'album francophone pour Bliss
- 2008 : NRJ Music Awards de l'album francophone pour Divinidylle
- 2008 : NRJ Music Awards de la chanson de l'année pour Dès que j'te vois
- 2008 : Trophée des Femmes en Or dans la catégorie "femme de spectacle"
- 2008 : Globe de Cristal pour la meilleure interprète féminine de l'année[5]
- 2011 : Globe de Cristal pour la meilleure interprète féminine de l'année
- 2011 : Victoire de la musique de l'artiste interprète féminine de l'année[6]
- 2012 : Vancouver Film Critics Circle de la meilleure actrice pour Café de Flore, réalisé par Jean-Marc Vallée
- 2014 : Globe de Cristal pour la meilleure interprète féminine de l'année